# Скрипачи
Скрипачи — деревня в Шарыповском районе Красноярского края России. Входит в состав Новоалтатского сельсовета.

## География
Деревня расположена в 36 км к северу от районного центра Шарыпово.

## История
Самое раннее упоминание о деревне Скрыпошниковой (нынешнее название – Скрипачи) обнаружено в исповедной росписи Боготольской Богоявленской церкви за 1803 год. Деревня поименована, как Урюпская и состояла из одного двора, в котором проживала семья крестьянина Николая Иванова Скрыпошникова 77 лет. Всего в семье 17 душ, из них 9 душ мужского пола и 8 душ женского. По сведениям аналогичного документа 1807 года деревня именуется как Божеярская, в ней 2 двора крестьян – Николая Иванова Скрыпошникова (21 душа) и Михаила Васильева Володимерова (8 душ). По данным материалов дела за 1822 год о постройке в селе Шарыповском Троицкой церкви, хранящегося в Государственном архиве Красноярского края, в деревне Скрыпошниковой числилось 14 ревизских душ мужского пола. 
Из анализа этих документов вытекает, что деревня Скрыпошникова образована в 1802 или 1803 году и свое название  получила по фамилии первых русских жителей Скрыпошниковых.
По данным исповедной росписи Шарыповской Троицкой церкви за 1851 год деревня Скрыпошникова состояла из 13 дворов крестьян (в их числе четыре семьи Скрыпошниковых) и одного двора поселенцев, в которых проживали всего 159 душ, из них 80 душ мужского пола и 79 душ женского пола.
Согласно списка населенных мест Енисейской губернии по сведениям 1859 года, изданным центральным статистическим комитетом Министерства внутренних дел в С.-Петербурге в 1864 году: Деревня казенная Скрыпочникова (Урюп) на р. Урюп, по правую сторону тракта от г. Ачинска до г. Минусинска, 60 дворов, 107 душ мужского пола, 98 душ женского пола.114 верст от окружного города Ачинска.
В 1875 году в деревне Скрыпочниковской была построена Михаило-Архангельская церковь, после чего деревня получила статус села. Приход состоял из с. Скрыпочниковского и пяти деревень: Ново-Курской, Ново-Алтатской, Ильинки, Казанки и Старо-Урюпской.

## Население
| 2010 |
| ---- |
| 292  |

Гендерный состав
По данным Всероссийской переписи населения 2010 года 144 мужчины и 148 женщин из 292 чел.